# Valentinois
Il Valentinois è una provincia storica della Francia, nel Delfinato, tra Provenza e Borgogna, ricca di vitigni come le zone citate a lei prossime. In questa zona si parlava la lingua occitana.
Il Valentinois deve il suo nome alla città di Valence, oggi a capo della prefettura del dipartimento della Drôme, che all'incirca coincide con il suo territorio.

## Storia
Nell'alto medioevo il suo territorio corrispondeva al Valentiniensis pagus e alla diocesi di Valence dell'epoca franca. All'interno dell'antica Marca di Provenza, il Valentinois divenne una contea largamente autonoma nel secolo XII, che tra le varie dinastie passò alla Casa di Poitiers. La contea comprendeva anche alcune terre posizionate ad occidente del Rodano, attualmente facenti parte della Linguadoca.
Il suo ultimo conte, Louis II di Poitiers, nelle sue disposizioni testamentarie a sua figlia Louise, stabilì che la contea di Valentinois e Diois, non venisse mai ereditata dai suoi odiati cugini, i Poitiers signori di Saint-Valliers, che erano responsabili di un attentato nei suoi confronti; raccomandò di proseguire il processo intentato ai cugini e infine che la contea fosse venduta in cambio di un pagamento di 50.000 scudi d'oro, anzitutto al Delfino, e se costui non fosse stato in grado di pagare e difendere i suoi diritti contro i cugini, alla Casa di Savoia o come terza possibilità alla Chiesa.
Queste disposizioni testamentarie diedero vita ad una disputa durata circa 25 anni tra i pretendenti. Il Delfino di Francia infatti in quel periodo era in difficoltà politiche e finanziarie che non gli permettevano di rispettare le volontà dell'ultimo conte; perciò nel 1419 il Duca di Savoia avanzò le sue pretese, subito seguito dalla Chiesa. I Savoia in particolare intervennero armi in pugno pagando anche la somma richiesta, ma il loro dominio fu effimero: anzitutto furono costretti a lasciare alla Francia nel 1444 le terre ad ovest del Rodano; infine, di fronte al rifiuto di sottomettersi da parte delle autorità locali, furono costretti a ritirarsi e cedere ogni proprio diritto alla Francia, nel 1446, con il Trattato di Chinon, in cambio di 54.000 scudi d'oro e di ogni pretesa di sovranità del Delfino di Francia sul Faucigny (una provincia che i Savoia avevano già annesso nel 1355, ma che formalmente rimaneva un territorio vassallo del Delfinato).
Entrato quindi nei domini reali, il Valentinois venne successivamente elevato a ducato e dato in appannaggio a diversi personaggi, tra cui Cesare Borgia figlio di papa Alessandro VI, e casate.